# ماري أنطوانيت سيدن
ماري أنطوانيت سيدن هي دبلوماسية فلسطينية شغلت بين عامي 2013 و2018 منصب سفيرةً دولة فلسطين لدى المجر، وتشغل حاليًا سفيرة دولة فلسطين لدى النرويج، وسفيرة غير مقيمة لدى آيسلندا.

## الحياة الدبلوماسية
- عُينت في 12 أغسطس 2013 سفيرةً لدولة فلسطين لدى المجر،[4] وأدت اليمين الدستورية في 26 أغسطس 2013،[5] وقدمت أوراق اعتمادها إلى الرئيس المجري في 2 أكتوبر 2013.[1] واستمرت حتى أغسطس 2018.[6]
- في 29 نوفمبر 2018، قدمت أوراق اعتمادها سفيرةً لدولة فلسطين لدى النرويج.[2]
- في 30 أكتوبر 2019، قدمت أوراق اعتمادها سفيرةً غير مقيمة لدولة فلسطين لدى آيسلندا.[3]
- في 25 أبريل 2025، سلمت ماري سيدن بصفتها سفيرة دولة فلسطين أوراق اعتمادها إلى ملك النرويج هارالد الخامس؛ وذلك بعد الاعتراف النرويجي بدولة فلسطين عام 2024.[7]

## أوسمة
- منحها الرئيس المجري يانوش أدير في 23 أكتوبر 2018 وسام الاستحقاق المجري بمناسبة انتهاء أعمالها لدى بلاده.[8]